# Matthew Broome
Matthew James Broome (nascido em 24 de fevereiro de 2001) é um ator britânico. Ele é conhecido por seus papéis na série The Buccaneers (2023–) da Apple TV+ e no filme My Fault: London (2025) da Amazon Prime.

## Vida pregressa
Broome cresceu em Northampton e frequentou a Escola Caroline Chisholm. Mais tarde ele se juntou à Sociedade Juvenil da Northampton Musical Theatre Company's (NMTC) e ao National Youth Theatre. Ele se formou na Guildhall School of Music and Drama com um Bacharelado em Artes (BA) em Atuação.

## Carreira
Em seu terceiro e último ano na Guildhall, Matthew Broome assinou um contrato com a United Agents e fez sua estreia profissional no palco como Jack Virtue em Scandaltown no Lyric Theatre em Hammersmith. No ano seguinte, após se formar, ele participou das produções do Shakespeare's Globe de A Comédia dos Erros como Antífolo de Éfeso e em Décima Segunda Noite como Sebastião. Por sua atuação no primeiro, Broome recebeu elogios ao lado de Michael Elcock, que interpretou Antífolo de Siracusa.
Broome fez sua estreia na televisão quando foi escalado como Guy Thwarte no drama de época da Apple TV+ de 2023, The Buccaneers, baseado no romance de mesmo título de Edith Wharton. Broome ainda não havia terminado a escola de teatro quando fez o primeiro teste para a série.
Em 2025, ele estrelou ao lado de Asha Banks no filme da Amazon Prime My Fault: London, uma versão em inglês de Culpa mía.
| Ano           | Título               | Papel        | Notas              |
| ------------- | -------------------- | ------------ | ------------------ |
| 2023–presente | Os Bucaneiros        | Guy Thwarte  | Papel principal    |
| 2025          | Minha Culpa: Londres | Nick Leister | Filme Amazon Prime |

## Estágio
| Ano  | Título               | Papel             | Notas                  |
| ---- | -------------------- | ----------------- | ---------------------- |
| 2022 | Scandaltown          | Jack Virtue       | Teatro Lírico, Londres |
| 2023 | A comédia dos erros  | Antífolo de Éfeso | Globe Theatre, Londres |
| 2023 | Décima segunda noite | Sebastião         | Globe Theatre, Londres |

## Links externos
- Matthew Broome. no IMDb.
- Matthew Broome at Spotlight